# Oebisfelde
Oebisfelde è una frazione della città tedesca di Oebisfelde-Weferlingen, nella Sassonia-Anhalt.

## Storia
Oebisfelde fu citata per la prima volta nell'XI secolo, come piccolo centro rurale. Nel XIII secolo fu citata come luogo fortificato, e fu probabilmente in questo periodo che ottenne il titolo di città.
Nel 1918 la città fu fusa con il limitrofo comune di Kaltendorf, formando la città di Oebisfelde-Kaltendorf, che nel 1938 riprese il nome tradizionale di Oebisfelde.
Il 1º gennaio 2010 la città di Oebisfelde fu fusa con il comune-mercato ("Flecken") di Weferlingen e i comuni di Bösdorf, Döhren, Eickendorf, Eschenrode, Etingen, Hödingen, Hörsingen, Kathendorf, Rätzlingen, Schwanefeld, Seggerde, Siestedt e Walbeck, formando la nuova città di Oebisfelde-Weferlingen.